# Omphaliaster borealis
Omphaliaster borealis là một loài nấm thuộc họ Tricholomataceae, chi Omphaliaster. Loài này được mô tả đầu tiên năm 1967 với danh pháp là Rhodocybe borealis, nhưng được chuyển sang chi Omphaliaster năm 1971.Được mô tả lần đầu tiên năm 1967 thì tên khoa học của loài này là Rhodocybe borealis, nhưng sau đó nó đã được chuyển sang chi Omphaliaster vào năm 1971